# Ponte das Cainheiras
A Ponte das Cainheiras, também referida como Ponte das Caínheiras, é uma ponte romana situada sobre o Rio das Cainheiras, localizada nas proximidades da inverneira de Cainheiras, a 3,5km do centro de Castro Laboreiro, Município de Melgaço, distrito de Viana do Castelo, em Portugal.
Inserida no Parque Nacional da Peneda-Gerês, integrava a via romana Minhoto-Galaica, tendo sido objecto de várias intervenções arquitectónicas durante a Idade Média e o final do século XVIII.
Na gíria local a ponte é também referida como Ponte do Diabo ou simplesmente O Diabo, atribuindo-se a razão desse nome à sua difícil passagem, sendo a ponte bastante estreita e de piso irregular, gerando ocasionalmente alguns embates ou acidentes entre os veículos que tentam atravessá-la.

## História
Construída durante o século I ou II, durante a expansão do Império Romano pela região, a ponte sobre o Rio das Cainheiras integrava a antiga via romana Minhoto-Galaica, cruzando-se no seu lugar a Via da Lomba do Mouro, que ligava Melgaço a Castro Laboreiro, continuando caminho depois para as localidades de Porto de Cavaleiros (atual lugar de Porteiro) e Arcos de Valdevez, a sudoeste, Bande e Cela Nova, a nordeste, e Entrimo e Lobios, a sul.
Durante a Idade Média a ponte foi alvo de várias intervenções, passando a apresentar no seu corpo vários elementos oriundos da arte e arquitetura românica.
Referida pela primeira vez nas "Memórias Paroquiais" da freguesia, a 11 de maio de 1758, pelo Padre Inácio Ribeiro Marques, a datação da sua construção inicial é imprecisa, existindo elementos arquitectónicos de outras intervenções ou obras de manutenção da ponte durante o final do século XVIII ou início do século XIX.
Em 1986 foi classificada como Imóvel de Interesse Público.

## Características
Situada numa zona rural, entre terras de cultivo e floresta, a ponte encontra-se a cerca de 2 km da capela da Senhora da Boavista e a 4 km da capela da Senhora de Numão ou Anamão.
A ponte apresenta um tabuleiro com quase três metros de largura, em cavalete suave, sendo pavimentada com lajes de granito assentes sobre dois arcos de volta inteira, formados por aduelas longas e regulares e reforçados por talha triangular e escoras retangulares. Os guardas-corpos são compostos por grandes blocos da mesma matéria-prima rochosa e o seu acesso é realizado por duas curvas.